# Geneickener Straße 24a (Mönchengladbach)

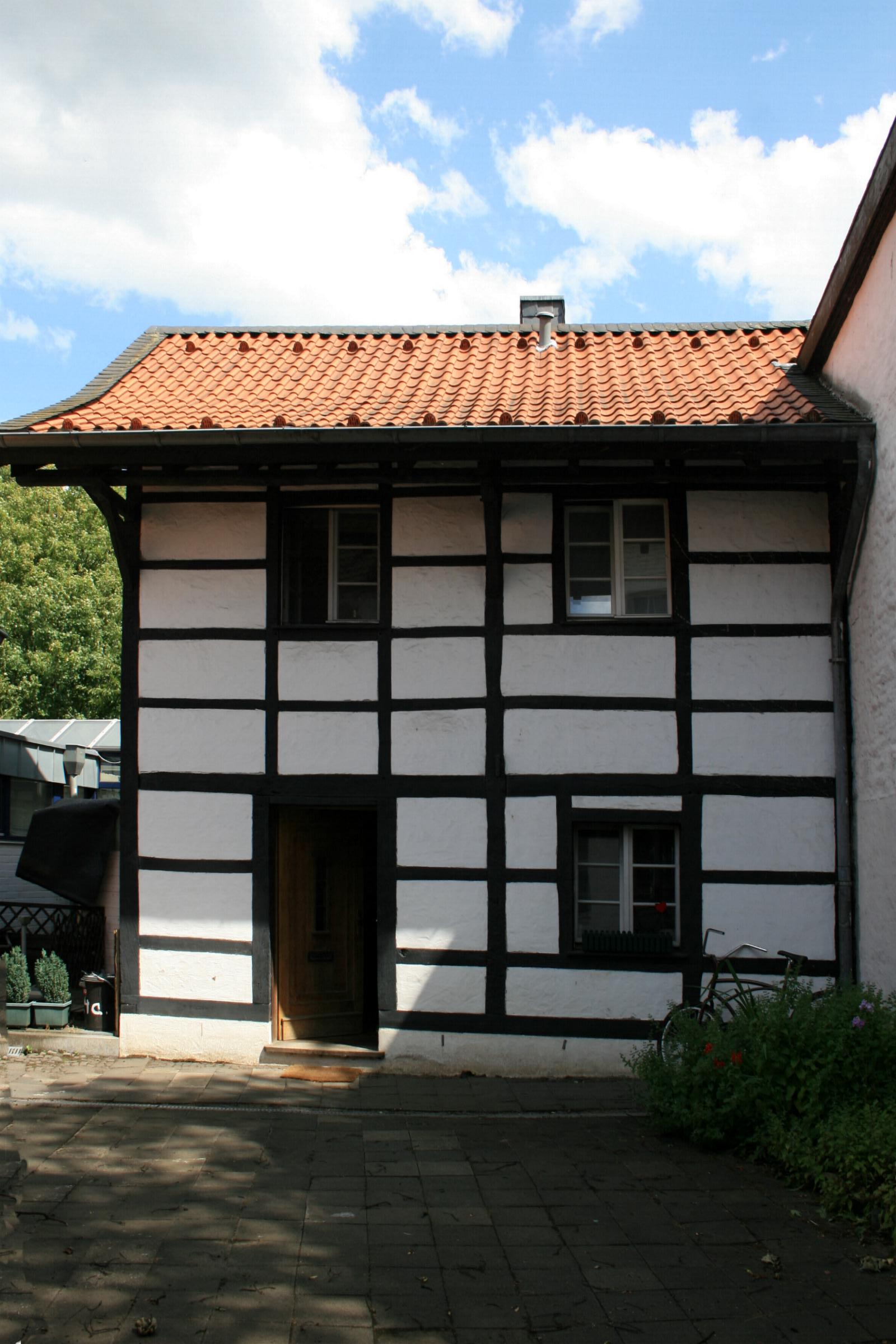
Fachwerkhaus (2010)

Das Fachwerkhaus Geneickener Straße 24a steht im Stadtteil Bonnenbroich-Geneicken in Mönchengladbach (Nordrhein-Westfalen).
Das Gebäude wurde im späten 19. Jahrhundert erbaut. Es ist unter Nr. G 012 am 24. September 1985 in die Denkmalliste der Stadt Mönchengladbach eingetragen worden.

## Architektur
Das Objekt ist ein zweigeschossiges, traufseitig befenstertes Fachwerkhaus von drei Gebinden aus dem späten 19. Jahrhundert. Das Gebäude wird durch ein Satteldach abgeschlossen.
Das Gebäude ist erhaltenswert als Teil der für den Ortsteil Geneicken charakteristischen, in ihrem Bestand jedoch bereits empfindlich dezimierten dörflichen Fachwerksubstanz.